# Řepín
Řepín är en ort i Tjeckien. Den ligger i regionen Mellersta Böhmen, i den centrala delen av landet, 30 km norr om huvudstaden Prag. Řepín ligger 297 meter över havet och antalet invånare är 574.
Terrängen runt Řepín är platt.Runt Řepín är det ganska glesbefolkat, med 38 invånare per kvadratkilometer. Närmaste större samhälle är Mladá Boleslav, 19,7 km öster om Řepín. Trakten runt Řepín består till största delen av jordbruksmark.